# Cymaenes cavalla
Cymaenes cavalla är en fjärilsart som beskrevs av Evans 1955. Cymaenes cavalla ingår i släktet Cymaenes och familjen tjockhuvuden. Inga underarter finns listade i Catalogue of Life.